# Brian Schottenheimer
Brian Schottenheimer (Denver, 16 ottobre 1973) è un allenatore di football americano statunitense che svolge il ruolo di capo-allenatore dei Dallas Cowboys della National Football League (NFL).

## Carriera
Schottenheimer iniziò la carriera da allenatore come assistente nei St. Louis Rams (1997) e nei Kansas City Chiefs (1998). Nel 1999 allenò i wide receiver di Syracuse e nel 2000 i tight end di USC. Lavorò con il padre Marty quando era capo-allenatore di Kansas City Chiefs, Washington Redskins e San Diego Chargers.
Nel 2006 Schottenheimer divenne coordinatore offensivo dei New York Jets La squadra raggiunse i playoff, l'attacco migliorò rispetto alla stagione precedente e il quarterback Chad Pennington fu premiato con l'NFL Comeback Player of the Year Award. Dopo una stagione negativa nel 2007, l'anno seguente i Jets segnarono 405 punti, all'epoca il terzo massimo della storia della franchigia, guidati dal quarterback Brett Favre. Malgrado fosse considerato un possibile candidato per il ruolo di capo-allenatore per i posti vacanti nella NFL, rimase con i Jets fino al 2011.
Nel 2012 Schottenheimer divenne coordinatore offensivo dei Rams dove rimase per tre stagioni, con l'attacco che si classificò rispettivamente 25º, 21º e 28º nella lega, condizionato dai frequenti infortuni del quarterback titolare Sam Bradford.
Dopo avere ricoperto il ruolo di coordinatore offensivo dei Georgia Bulldogs per una sola stagione nel 2015, Schottenheimer divenne coordinatore offensivo degli Indianapolis Colts. Nella prima stagione contribuì a quella che fu forse la migliore stagione in carriera del quarterback Andrew Luck, che ebbe un primato personale con un percentuale di completamento dei passaggi del 65,3%.
Nel 2018 Schottenheimer divenne coordinatore offensivo dei Seattle Seahawks dove, nella prima stagione, la squadra ebbe uno dei migliori attacchi sulle corse della lega e il quarterback Russell Wilson stabilì un record in carriera con un passer rating di 110,9. Nel 2019 Wilson fu terzo nella NFL con 32 passaggi da touchdown mentre il running back Chris Carson ebbe un primato in carriera di 1.230 yard corse. L'attacco si piazzò tra i primi dieci della lega in diverse categorie. Nel 2020 l'attacco stabilì un record di franchigia con 459 punti segnati ma faticò considerevolmente negli ultimi turni e, dopo una sconfitta nel primo turno di playoff contro i Rams, Schottenheimer fu licenziato, con il capo-allenatore Pete Carroll che parlò di "differenze filosofiche".
Dopo una stagione negativa come coordinatore del gioco sui passaggi sotto la direzione del capo-allenatore Urban Meyer nel 2021, Schottenheimer fu assunto come consulente dei Dallas Cowboys, lavorando principalmente con il coordinatore difensivo Dan Quinn nell'analisi degli attacchi avversari. L'anno seguente fu promosso a coordinatore offensivo, con la squadra che guidò la NFL con una media 29,9 punti segnati a partita. L'anno seguente, a causa dell'infortunio del quarterback titolare Dak Prescott, la squadra scese a 20,6 punti segnati a partita.
Il 24 gennaio 2025, due settimane dopo che i Cowboys optarono per non rinnovare il contratto all'allenatore Mike McCarthy, Schottenheimer fu promosso a capo-allenatore. La scelta di Schottenheimer giunse a sorpresa, dal momento che inizialmente non era considerato tra i papabili. Fu riportato dalla stampa che uno dei sostenitori di Schottenheimer fu Prescott.

## Vita privata
Schottenheimer è il figlio di Marty Schottenheimer, che è stato capo-allenatore dei Cleveland Browns, dei Washington Redskins, dei San Diego Chargers e dei Kansas City Chiefs.